# 애플 소송
애플 소송은 미국 애플사가 관련된 소송을 말한다.

## 배경
정부, 공기업, 대기업 등 거대한 법인 또는 단체는, 웬만해서는 대통령이 검사를 통해 형사소송으로 형사법원에 기소하지는 않는다. 반면에, 정부, 공기업, 대기업은 막대한 재산을 보유하고 있기 때문에, 수많은 이들로부터 민사소송을 당한다.
이러한 거대 재산가에 대한 맹렬한 민사소송 공격에 대해, 독일, 일본, 한국 등 대륙법계 국가들은, 행정법이라는 별도의 법학 분야를 발전시켜서, 정부를 상대로 하는 민사소송은 정부가 패소해도 승소한다는 사정판결의 법리를 발전시켜, 정부로부터 돈을 뜯어내려는 수많은 이들의 민사소송 공격 시도를 봉쇄했다. 미국, 영국 등 영미법계 국가들은, 행정법은 존재하지 않아 정부에 대한 민사소송도 모두 일반 민사소송으로 처리하지, 행정소송으로 처리하지는 않으나, 대륙법 국가들과 비슷하게 정부 편을 들어줘서, 막대한 재산을 가진 정부가 수많은 사람들로부터 민사소송으로 돈을 뜯기게 하지 않고 있다.
그러나, 정부가 아닌 대기업의 경우에는, 대륙법계 국가들도 민사소송 대상이라고 하여 봐주지 않고 있으며, 미국 등 영미법계 국가들도 이들에 대한 민사소송에서 거액의 배상판결을 하는 등으로, 수많은 로펌들이 대기업을 향해 소송을 걸도록 사실상 권장을 하고 있다. 또한, 대기업의 영업을 방해하는 경쟁회사들이 많이 등장하기 때문에, 대기업은 적극적으로 경쟁회사 등에 민사소송을 제기하기도 한다. 따라서, 소가가 많지 않은 일반 개인들 보다는 대기업의 존재 때문에 수많은 거액 소송이 일어나고, 법률시장이 크게 발전한다.
이런 일반적인 흐름과 마찬가지 이유로서, 1980년대부터 애플은 미국과 외국의 수많은 민사소송에서 원고 또는 피고가 되었다.

## 명예훼손
미국에는 형법상 명예훼손죄는 없으나, 민법상 명예훼손에 따른 불법행위 손해배상청구 소송은 있다.
1994년 애플은 개발중인 파워 매킨토시 7100의 코드네임을 칼 세이건이라고 붙였다. 애플 내부에서만 사용하는 이름이었으나, 칼 세이건 본인은 이러한 이름에 대한 우려를 표시했고, 정지명령(Cease and desist) 편지를 애플에 보냈다. 애플은 이러한 요청에 따랐으며, 코드네임을 BHA라고 변경했다. "뿔달린 머리의 우주인"이라는 뜻이었다. 이에 칼 세이건은 라이벌(출판물에 의한 명예훼손)을 이유로 민사소송을 제기했다.
1995년 11월 애플 특허부서와 칼 세이건은 재판외 화해를 하였다.

## 지식재산권

### 트레이드 드레스
트레이드 드레스는 한국법에는 없으나, 미국에서는 인정되는 개념이다.

## 같이 보기
- 마이크로소프트 소송 - en:Microsoft litigation
- 야후 소송 - en:Yahoo! litigation
- 삼성전자 소송
- 삼성전자와 애플의 소송 및 분쟁
- 미국 대 애플 사건 (2024년)